# 第50届格莱美奖
第50届格莱美奖（英語：50th Grammy Awards）于2008年2月10日在美国加利福尼亚州洛杉矶斯台普斯中心举行，以表彰2006年10月1日至2007年9月30日之间发行的音乐作品。

## 得奖者列表

### 一般類
- 年度最佳製作
  - 艾米·怀恩豪斯《Rehab》
- 年度最佳專輯
  - 賀比·漢考克《River: The Joni Letters》
- 年度最佳歌曲
  - 艾米·怀恩豪斯《Rehab》
- 年度最佳新人
  - 艾米·怀恩豪斯

### 另類音樂
- 最佳另類音樂專輯
  - 白線條樂團《Icky Thump》

### 藍調
- 最佳現代藍調專輯
  - J. J. Cale、埃里克·克萊普頓《The Road to Escondido》

### 鄉村
- 最佳鄉村女歌手
  - 卡麗·安德伍《Before He Cheats》
- 最佳鄉村男歌手
  - 齊斯·艾本《Stupid Boy》

### 舞曲
- 最佳舞曲製作
  - 賈斯汀·提姆布萊克《LoveStoned》
- 最佳電子/舞曲專輯
  - 化學兄弟《We Are the Night》

### 流行
- 最佳流行女歌手
  - 艾米·怀恩豪斯《Rehab》
- 最佳流行男歌手
  - 賈斯汀·提姆布萊克《What Goes Around... Comes Around》
- 最佳流行組合或團體
  - 魔力紅《Makes Me Wonder》

### 饒舌
- 最佳饒舌歌手
  - 肯伊·威斯特《Stronger》
- 最佳饒舌歌曲
  - 肯伊·威斯特、提潘《Good Life》
- 最佳饒舌專輯
  - 肯伊·威斯特《Graduation》

### 搖滾
- 最佳搖滾歌手
  - 布魯斯·史普林斯汀《Radio Nowhere》
- 最佳硬式搖滾
  - 幽浮一族樂團《The Pretender》
- 最佳搖滾專輯
  - 幽浮一族樂團《Echoes, Silence, Patience & Grace》